# Myiodola flavicollis
Myiodola flavicollis är en skalbaggsart som först beskrevs av Waterhouse 1878.  Myiodola flavicollis ingår i släktet Myiodola och familjen långhorningar.
Artens utbredningsområde är Madagaskar. Inga underarter finns listade i Catalogue of Life.